# Bohemen en Meer en Bos
Bohemen en Meer en Bos is een Haagse wijk in het stadsdeel Loosduinen.
De wijk wordt begrensd door de Machiel Vrijenhoeklaan en de Sportlaan in het noordwesten, de Daal- en Bergselaan en de Pioenweg in het noordoosten, de Laan van Meerdervoort in het zuidoosten en Kijkduinsestraat in het zuidwesten.
De wijk grenst aan de wijken Vruchtenbuurt,  Waldeck, Kijkduin en Ockenburgh, Vogelwijk en Bomen- en Bloemenbuurt.
De naam Bohemen verwijst naar het asiel van de Boheemse koning Frederik V van de Palts, die na de verloren Slag op de Witte Berg in 1620 vluchtte naar de Republiek der Zeven Verenigde Nederlanden. De naam Meer en Bos verwijst naar het voormalige landgoed Meer en Bos.

## Ontstaan
Bohemen en Meer en Bos zijn gerealiseerd op basis van het stedenbouwkundige Plan West uit 1927 en zijn gebouwd in het duingebied aan de zuidwestkant van Den Haag. Voor de aanleg van de Atlantikwall is een deel van de wijk gesloopt. Na de Tweede Wereldoorlog is hier nieuwbouw voor in de plaats gekomen.
In de wijk zijn veel verschillende bouwstijlen gebruikt. Er zijn mooie voorbeelden van art-deco-architectuur te zien, maar ook door de nieuwe zakelijkheid en de internationale stijl beïnvloede ontwerpen van huizenblokken. Veel architectuur heeft de invloed van de Delftse School ondervonden. Het is een groene wijk, waarin zich een groot park bevindt, het Landgoed Meer en Bos, maar ook de door sport gedomineerde Bosjes van Pex en het daartegenover gelegen natuurmonument Wapendal.

## Straatnamen
Bijna alle straatnamen in Bohemen hebben namen van planten, zoals Ereprijsstraat, Mimosastraat, Balsemienlaan, Dovenetelweg, Aronskelkweg, Hoefbladlaan en Muurbloemweg. Dat is ook het geval in de aangrenzende Bomen- en Bloemenbuurt. Uitzondering is De Savornin Lohmanplein en -laan, die Bohemen doorsnijdt. Voorheen heetten ze echter Madeliefplein en -laan.

## Sport
Twee van de bekendste Haagse sportclubs hebben in deze wijk hun thuisbasis: H.V. & C.V. Quick, kortweg Quick, waar voetbal en cricket kan worden gespeeld, en HBS-Craeyenhout, kortweg HBS, waar naast voetbal en cricket ook kan worden gehockeyd. Beide clubs hebben hun eigen accommodatie langs de Sportlaan. De sportvelden zijn na de Tweede Wereldoorlog aangelegd op de plaats waar de Atlantikwall Den Haag doorsneed.

## Openbaar vervoer
Tijdens de aanleg van de wijk werd tramlijn 20 van de HTM op 1 mei 1928 vanaf de Pioenweg naar de Riviervischmarkt (Grote Kerk) ingesteld. Deze lijn werd op 23 februari 1936 over de Laan van Meerdervoort doorgetrokken naar de Muurbloemweg. De op 10 november 1937 ingestelde lijn 2 (Sportlaan – Staatsspoor, de omgenummerde lijn 21, daarvoor was dit lijn 7) werd op 1 mei 1940 over de Sportlaan doorgetrokken naar een eindpunt ter hoogte van de Buizerdlaan. Door de aanleg van de Atlantikwall moest deze lijn in december 1942 alweer dit nieuw aangelegde eindpunt verlaten. Na de Tweede Wereldoorlog keerde de tram op de Sportlaan niet terug en werd een buslijn (21, later 4) ingesteld. Dit is de huidige buslijn 24.
Tramlijn 7 werd per 1 mei 1948 verlengd van de Vogelkersstraat (keerlus door deze krappe straat) naar een nieuwe eindpuntlus op het De Savornin Lohmanplein, midden in Bohemen, en gaf verbinding via het noordelijk deel van het centrum (Javastraat) met het Bezuidenhout. Lijn 20 werd op 1 april 1948 omgedoopt in lijn 2. Op 1 juni 1948 werd lijn 14 toegevoegd die verlengd werd van het Valkenbosplein naar het De Savornin Lohmanplein. Met deze tramlijn kregen de Bohemers een rechtstreekse verbinding met het Statenkwartier een Scheveningen Kurhaus. Vanaf het plein was er een zomerse busverbinding met lijn M naar Kijkduin en lijn D naar het centrum en station Hollands Spoor via de Loosduinseweg.
Tramlijn 2 werd op 8 december 1963 opgeheven en vervangen door een buslijn die in 1966 grotendeels zonder vervanging werd opgeheven. Door de uitvoering van het Plan Lehner werd in 1966 tramlijn 7 opgeheven en tramlijn 14 werd buslijn 14. Tramlijn 3 ging voortaan naar het De Savornin Lohmanplein en in 1985 werd deze, gedeeltelijk over de route van lijn 2 die in 1963 was opgeheven, naar Loosduinen verlengd. In 2007 is tramlijn 3 RandstadRaillijn 3 geworden. Buslijn M kreeg in 1955 het nummer 24 en D werd 19. Buslijn 24 werd een permanente lijn en werd via Rijswijk naar station Voorburg verlengd. In 1971 werd lijn 24 aan lijn 23 gekoppeld. Zo ontstond de langste buslijn, 23.  Deze lijn rijdt nog steeds door Bohemen, maar alleen in de zomer. Buslijn 19 werd grotendeels opgeheven toen in 1983 de nieuwste tramlijn 2 (Kraayenstein – Centraal Station) in dienst werd gesteld. In 1984 werd het overgebleven traject toegevoegd aan lijn 14 als korttrajectdienst en in 1985 werd lijn 3 verlengd waarna deze korttrajectdienst verviel.

## Trivia
Televisiepersoonlijkheden Kees van Kooten en Wim de Bie (bekend als Van Kooten en De Bie) leerden elkaar kennen op het Dalton Lyceum, gelegen in de wijk Bohemen.